# Лупий, Олесь Васильевич
Олесь (Александр) Васильевич Лупий (укр. Олесь Васильович Лупій; 28 марта 1938, Новая Каменка, Львовское воеводство — 14 августа 2022, Киев) — украинский прозаик, поэт, драматург, сценарист.

## Биография
Родился 28 марта 1938 года в селе Новая Каменка (ныне в Рава-Русской общине Львовского района, Львовская область, Украина) в крестьянской семье, которая была выслана в Сибирь за содействие украинским националистам.
Брат кинорежиссёра Ярослава Лупия и первого директора Львовского историко-культурного музея-заповедника «Лычаковское кладбище» Григория Лупия.

## Образование
- Учился в медицинском училище (Луцк).
- Окончил филологический факультет КГУ имени Т. Г. Шевченко (1961).

## Карьера
Работал в редакциях газет, в издательстве «Советский писатель». Долгое время был ответственным секретарём совета НСПУ, заместителем председателя НСПУ.

## Награды и премии
- заслуженный деятель искусств Украины (1998)[2].
- Государственная премия Украины имени Тараса Шевченко (1994) — за роман «Падение древней столицы», повесть «Гетманская булава»
- премия имени Д. Яворницкого.